# Condado de Torre Vélez
El condado de Torre Vélez es un título nobiliario español creado por la reina regente María Cristina de Habsburgo y Lorena y concedido, en nombre de Alfonso XIII, a Juan de Madariaga y Suárez, presidente del Instituto Internacional de Estudios Administrativos, mediante real decreto del 25 de enero de 1897 y despacho expedido el 18 de abril del mismo año.
En 1963, el rey Juan Carlos I rehabilitó este título en favor de Federico de Madariaga y Bermúdez. Actualmente se encuentra vacante por fallecimiento del último titular.

## Condes de Torre Vélez
|                                  | Titular                                | Periodo                   |
| Creación por Alfonso XIII        | Creación por Alfonso XIII              | Creación por Alfonso XIII |
| -------------------------------- | -------------------------------------- | ------------------------- |
| I                                | Juan de Madariaga y Suárez             | 1897-1936                 |
| II                               | Juan de Madariega y Bernaldo de Quirós | 1936-1957                 |
| Rehabilitación por Juan Carlos I |                                        |                           |
| III                              | Federico de Madariaga y Bermúdez       | 1963-2010                 |

## Historia de los condes de Torre Vélez
- Juan de Madariaga y Suárez, I conde de Torre Vélez.[1]

Casó con María Bernaldo de Quirós y Pérez de Villamil. En 1936 le sucedió su hijo:
- Juan de Madariega y Bernaldo de Quirós (m. Bilbao, 1957), II conde de Torre Vélez.[1]

Casó con Teodora Bermúdez Jordán. El 20 de marzo de 1964, tras decreto de rehabilitación del 18 de abril de 1963 (BOE del día 26), le sucedió su hijo:
- Federico de Madariaga y Bermúdez (Guernica, 14 de septiembre de 1926-Ibiza, 23 de septiembre de 2010),[5] III conde de Torre Vélez, abogado de los colegios de Madrid, Valencia, Bilbao y Burgos.[6]

Casó el 22 de abril de 1953, en Bilbao, con María de las Mercedes Lauzurica y Orúe (n. 1926).